# Arrondissement Alès
Arrondissement Alès je francouzský arrondissement ležící v departementu Gard v regionu Languedoc-Roussillon. Člení se dále na 12 kantonů a 101 obcí.

## Kantony
- Alès-Nord-Est
- Alès-Ouest
- Alès-Sud-Est
- Anduze
- Barjac
- Bessèges
- Génolhac
- La Grand-Combe
- Lédignan
- Saint-Ambroix
- Saint-Jean-du-Gard
- Vézénobres